# B36 Tórshavn
El Bóltfelagið 1936 Tórshavn (en español: Club de Fútbol de Tórshavn desde 1936), conocido simplemente como B36 Tórshavn  o F.C. Tórshavn es un equipo de fútbol de Islas Feroe (Dinamarca), situado en su capital, Tórshavn. Su estadio es el Gundadalur Stadium, que queda en la misma Tórshavn.

## Historia
B36 fue fundado el 28 de marzo de 1936. En realidad, B36 Tórshavn comenzó a jugar partidos amistosos en 1935, pero recién fue fundado oficialmente en 1936. B36 tiene un rival, el vecino llamado HB Tórshavn, que fue fundado en 1904, y fue el primer equipo en Tórshavn. Pero la rivalidad tiene un límite. Una prueba de ello fue cuando B36 Tórshavn fue a publicar un libro oficial en 1997, y usaron los archivos del HB Tórshavn como guía. El problema era que los primeros documentos del B36 Tórshavn se habían perdido, y por eso se debieron usar los archivos del HB Tórshavn.

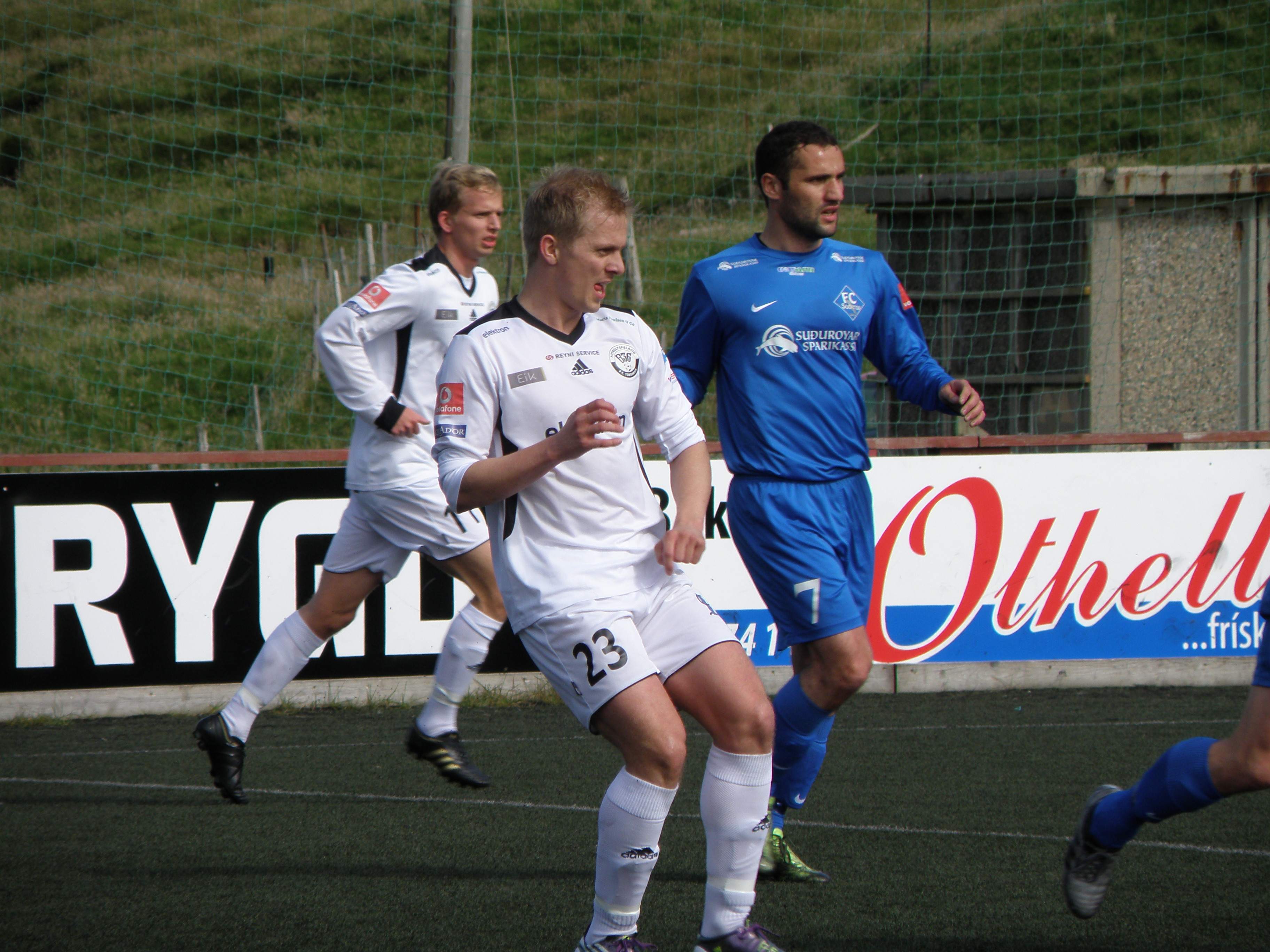
Jugadores del B36 (de blanco) en un juego ante el FC Suðuroy por la Vodafonedeildin del 2010. El número 23 es Hjalgrím Elttør, el número 11 es Christian Mouritsen.

Cuando B36 fue fundado, debieron batallar frente a los rivales del HB Tórshavn, por los derechos del Gundadalur Stadium. B36 Tórshavn tuvo muchas dificultades para ser aceptado por el diario principal de las Islas Feroe, pero después de un año cosechando buenos resultados, los periodistas no tuvieron otra opción que aceptarlo.
Hoy en día, el B36 Tórshavn es uno de los dos clubes más grandes de las Islas Feroe. También tiene un importante departamento de jugadores jóvenes, lo que produce varios talentos de las islas.

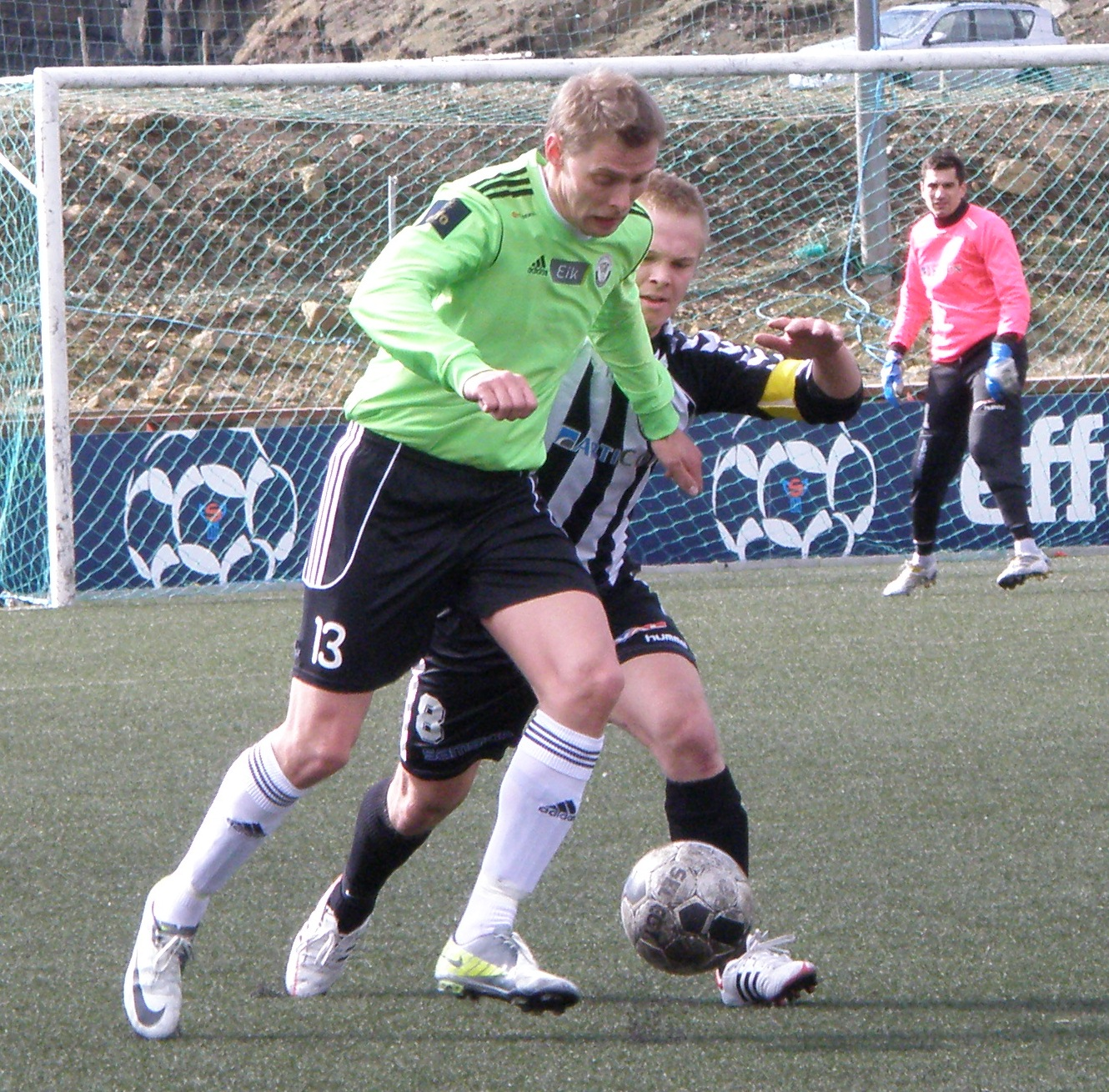
El B36 en su nuevo uniforme de visitante ante el TB Tvøroyri el 15 de abril de 2012. El jugador es Símun Hansen.

### Recuerdos Importantes
Hay varios encuentros que permanecerán en la memoria de los hinchas del B36 Tórshavn:
- 2005: Este partido fue llamado como la última batalla de Tórshavn, porque el campeón se consagraría campeón de las Islas Feroe. En este partido, el B36 Tórshavn fue de menos a más, y logró consagrarse campeón tras ganarle por 2-1 al rival HB Tórshavn, tras ir perdiendo 1-0.
- 2006: En un día muy soleado de junio, hubo una batalla en Tórshavn que quedará por siempre en la memoria de los hinchas del B36. Ese día el equipo goleó a los rivales del HB Tórshavn por 6-0.
- 2006: Fue la primera ocasión en la que lograron avanzar a la tercera ronda de una competición continental en la Copa de la UEFA 2006-07. Este logro lo repitió en la Liga Europa de la UEFA 2020-21.

## Palmarés
- Primera División de las Islas Feroe (11): 1946, 1948, 1950, 1959, 1962, 1997, 2001, 2005, 2011, 2014, 2015
- Copa de Islas Feroe (7): 1965, 1991, 2001, 2003, 2006, 2018, 2021.
- Supercopa de las Islas Feroe (1): 2007
- 1. deild (1): 1985

### Palmarés B36 Tórshavn II
- 1. deild (9): 1947, 1950, 1957, 1961, 1962, 1965, 1967, 1968, 1971
- 2. deild (3): 1999, 2012, 2016

### Palmarés B36 Tórshavn III
- 3. deild (4): 1999, 2006, 2010, 2013

### Veteranía
- Old Boys - Meistarar 35+ (1): 2011[1]
- Old Boys - Meistarar 45+ (3): 2013, 2014, 2015[1]

### Palmarés Divisiones Juveniles
- Primera División de las Islas Feroe Sub-21 (2): 1972, 2017[2]
- Copa de las Islas Feroe Sub-21 (5): 1997, 1998, 2008, 2009, 2012[2]
- Primera División de las Islas Feroe Sub-17 (10): 1948, 1960, 1964, 1993, 1994, 1995, 1996, 2005, 2010, 2011[3]
- Copa de las Islas Feroe Sub-17 (7): 1983, 1989, 1993, 1995, 1996, 2005, 2018[3]
- Primera División de las Islas Feroe Sub-15 (6): 1992, 1993, 1994, 1995, 2009, 2013[4]
- Copa de las Islas Feroe Sub-15 (3): 1996, 1997, 2009[4]
- Primera División de las Islas Feroe Sub-13 (7): 1969, 1976, 1991, 1993, 1994, 1999, 2018[5]
- Copa de las Islas Feroe Sub-13 (1): 2019[5]
- Primera División de las Islas Feroe Sub-11 (7): 1987, 1988, 1990, 1992, 1997, 2001, 2005[6]

## Palmarés Femenino
- 1. deild kvinnur (4): 1985, 1987, 1996, 1998
  - Subcampeón (10): 1988, 1994, 1995, 1999, 2001, 2002, 2004, 2005, 2007, 2012

- 2. deild kvinnur (3):[7] 1991, 2010, 2012
  - Subcampeón (2): 2009, 2011

- Faroese Women's Cup (6): 1991, 1993, 1994, 1995, 1997, 2005
  - Finalista (3): 1998, 2008, 2012

### Divisiones Juveniles Femeninos
- Faroe Islands Premier League U-18 (4): 1993, 1994, 2000, 2002[8]
- Faroe Islands Cup U-18 (2): 2018, 2019[8]
- Faroe Islands Premier League U-15 (6): 1998, 2003, 2010, 2014, 2015, 2017[9]
- Faroe Islands Cup U-15 (3): 2000, 2014, 2018[9]
- Faroe Islands Premier League U-13 (1): 2001[10]
- Faroe Islands Premier League U-11 (2): 1996, 2006[11]

## Participación en competiciones de la UEFA
El club clasificó a la segunda ronda clasificatoria en la UEFA Champions League de 2006/07, donde le ganó al Birkirkara FC de Malta por 5-2 global. En la tercera ronda clasificatoria fue eliminado, perdiendo ambos partidos por 4-0 y 5-0, frente al Fenerbahçe de Turquía.
En 2005/06 el club llegó a la segunda ronda de la Copa UEFA, después de ganarle al ÍBV Vestmannaeyar de Islandia por 3-2 global. En esa ronda (la segunda), cayeron derrotados frente al FC Midtjylland danés (perdió 2-1 de visitante y empate 2-2 de local).
En 2020/21 el club avanza hasta la tercera ronda de la Liga Europa de la UEFA 2020-21 tras eliminar al St Joseph's FC de Gibraltar por 2-1, al FC Levadia Tallinn de Estonia 4-3, a The New Saints FC de Inglaterra en penales para ser eliminado por el PFC CSKA Sofia de Bulgaria por 1-3.

### Resultados
| Temporada | Torneo                        | Ronda            | Club                 | Casa        | Visita     | Global         |
| --------- | ----------------------------- | ---------------- | -------------------- | ----------- | ---------- | -------------- |
| 1992–93   | UEFA Cup Winners' Cup         | Clasificatoria   | Avenir Beggen        | 1–1         | 0–1        | 1–2            |
| 1997      | UEFA Intertoto Cup            | Grupo 5          | Genk                 | 0–5         | n/a        | 5º Lugar       |
| 1997      | UEFA Intertoto Cup            | Grupo 5          | Stabæk               | n/a         | 0–5        | 5º Lugar       |
| 1997      | UEFA Intertoto Cup            | Grupo 5          | Dynamo Moskva        | 0–1         | n/a        | 5º Lugar       |
| 1997      | UEFA Intertoto Cup            | Grupo 5          | Panachaiki           | n/a         | 2–4        | 5º Lugar       |
| 1998–99   | UEFA Champions League         | Clasificatoria   | Beitar Jerusalem     | 0–1         | 1–4        | 1–5            |
| 1999–2000 | UEFA Cup                      | Clasificatoria   | Ankaragücü           | 0–1         | 0–1        | 0–2            |
| 2000–01   | UEFA Cup                      | Clasificatoria   | AB                   | 0–1         | 0–8        | 0–9            |
| 2002–03   | UEFA Champions League         | Clasificatoria 1 | Torpedo Kutaisi      | 0–1         | 2–5        | 2–6            |
| 2004–05   | UEFA Cup                      | Clasificatoria 1 | Liepājas Metalurgs   | 1–3         | 1–8        | 2–11           |
| 2005–06   | UEFA Cup                      | Clasificatoria 1 | ÍBV                  | 2–1         | 1–1        | 3–2            |
| 2005–06   | UEFA Cup                      | Clasificatoria 2 | Midtjylland          | 2–2         | 1–2        | 3–4            |
| 2006–07   | UEFA Champions League         | Clasificatoria 1 | Birkirkara           | 2–2         | 3–0        | 5–2            |
| 2006–07   | UEFA Champions League         | Clasificatoria 2 | Fenerbahçe           | 0–5         | 0–4        | 0–9            |
| 2007–08   | UEFA Cup                      | Clasificatoria 1 | Ekranas              | 1–3         | 2–3        | 3–6            |
| 2008–09   | UEFA Cup                      | Clasificatoria 1 | Brøndby              | 0–2         | 0–1        | 0–3            |
| 2009–10   | UEFA Europa League            | Clasificatoria 1 | Olimpi Rustavi       | 0–2         | 0–2        | 0–4            |
| 2012–13   | UEFA Champions League         | Clasificatoria 1 | Linfield             | 0–0 (3–4 p) | 0–0        | 0–0            |
| 2014–15   | UEFA Europa League            | Clasificatoria 1 | Linfield             | 1–2         | 1–1        | 2–3            |
| 2015–16   | UEFA Champions League         | Clasificatoria 1 | The New Saints       | 1–2         | 1–4        | 2–6            |
| 2016-17   | UEFA Champions League         | Clasificatoria 1 | Valletta FC          | 2–1         | 0–1        | 2–2 (a)        |
| 2017-18   | UEFA Europa League            | Clasificatoria 1 | JK Nomme Kalju       | 1–2         | 1–2        | 2–4            |
| 2018-19   | UEFA Europa League            | Ronda preliminar | St. Joseph's         | 1–1         | 1–1        | 2–2 (4–2 pen.) |
| 2018-19   | UEFA Europa League            | Primera ronda    | Mladost Podgorica    | 0–0         | 2–1        | 2–1            |
| 2018-19   | UEFA Europa League            | Segunda ronda    | Beşiktaş             | 0–2         | 0–6        | 0–8            |
| 2019-20   | UEFA Europa League            | Primera ronda    | Crusaders            | 2–3         | 0–2        | 2–5            |
| 2020-21   | UEFA Europa League            | Ronda Preliminar | St. Joseph's         | –           | 2–1        | 2–1            |
| 2020-21   | UEFA Europa League            | Primera ronda    | Levadia              | 4–3         | –          | 4–3 (t. s.)    |
| 2020-21   | UEFA Europa League            | Segunda ronda    | The New Saints       | 2–2         | –          | 2–2 (5:4 pen.) |
| 2020-21   | UEFA Europa League            | Tercera ronda    | CSKA Sofía           | –           | 1–3        | 1–3            |
| 2022-23   | UEFA Europa Conference League | Primera ronda    | Borac                | 3-1         | 0-2        | 3-3 (4-3 p)    |
| 2022-23   | UEFA Europa Conference League | Segunda ronda    | Tre Fiori            | 1-0         | 0-0        | 1-0            |
| 2022-23   | UEFA Europa Conference League | Tercera ronda    | Viborg               | 1-2         | 0-3        | 1-5            |
| 2023-24   | UEFA Europa Conference League | Primera ronda    | Paide Linnameeskond  | 0-0         | 2-0 (t.e.) | 2-0            |
| 2023-24   | UEFA Europa Conference League | Segunda ronda    | Haverfordwest County | 2-1         | 1-1 (t.e.) | 3-2            |
| 2023-24   | UEFA Europa Conference League | Tercera ronda    | Rijeka               | 0-2         | 1-3        | 1-5            |
| 2024-25   | UEFA Conference League        | Primera ronda    | Auda                 | 0-1         | 0–2        | 0-3            |

### Récord Europeo
| Competición                   | Partidos | G  | E  | P  | GF | GC  |
| ----------------------------- | -------- | -- | -- | -- | -- | --- |
| UEFA Champions League         | 14       | 2  | 3  | 9  | 12 | 30  |
| UEFA Cup / UEFA Europa League | 31       | 4  | 7  | 20 | 29 | 70  |
| European Cup Winners' Cup     | 2        | 0  | 1  | 1  | 1  | 2   |
| UEFA Europa Conference League | 14       | 4  | 3  | 7  | 11 | 18  |
| UEFA Intertoto Cup            | 4        | 0  | 0  | 4  | 2  | 15  |
| TOTAL                         | 65       | 10 | 14 | 41 | 55 | 135 |